# 齊娜武士公主
《齊娜武士公主》（英語：Xena: Warrior Princess）是一部在新西兰拍摄的風靡美國的奇幻電視劇，于1995年9月4日首轮廣播聯賣開播，至2001年6月18日全劇播畢。评论家称赞该剧拥有强大的女性主角，它吸引了许多狂热追随者，也获得了学术界的关注，并影响了其他电视剧的发展方向。
编剧、导演和制片人Robert Tapert于1995年与执行制片人R. J. Stewart（与Tapert合作开发该剧）和萨姆·莱米一起制作该剧。故事讲述了曾经臭名昭着的战士西娜（露西·勞倫斯饰演），通过使用她强大的战斗技能来帮助那些无法自卫的人，以弥补过去对无辜者的罪行。西娜的伙伴加布里埃尔（蕾妮·奥康纳饰演）在剧中从一个简单的农场女孩变成一个亞馬遜战士和西娜的战友；她最初的天真帮助平衡了西娜的恶，并帮助西娜认识和追求更大的善。2012年，露西·勞倫斯证实了她的角色西娜来自来自古代保加利亚（色雷斯）。
该剧是电视剧《赫拉克勒斯：传奇之旅》的衍生剧，该故事开始于赫拉克勒斯的三集，其中西娜是一个反复出现的角色，最初计划她在第三次出场时死去。在意识到西娜这个角色在公众中非常受欢迎后，剧集制作人决定根据她的冒险经历推出衍生剧。《西娜》成为一部成功的电视剧，自1998年以来已在全球108个国家播出。在2004年和2007年在电视指南杂志推出的最受狂热崇拜的电视剧排名中分别排名第9和第10。并且西娜在Bravo列出的100个最伟大的电视角色中排名第100。西娜的成功催生了成百上千种周边产品，包括漫画，书籍，游戏以及自1998年以来每年在加利福尼亚州帕萨迪纳和伦敦举办的粉丝聚会。
该剧在评价和受欢迎程度上都超越了其前身。在第二季中，它成为美国电视上收视率最高的广播联卖剧集。六年来，《西娜》一直保持在前五名。2000年10月，制作方宣布取消该剧，并于2001年夏天播出最后一季。2015年8月13日，NBC娱乐董事长Bob Greenblatt表示，《西娜》重启剧正在开发中，Raimi和Tapert将作为执行制片人回归，并在2016年的某个时候首播。 Javier Grillo-Marxuach被聘请作为重启剧的编剧和制作人，但由于创意差异于2017年4月离开了该项目。2017年8月，NBC宣布在可预见的未来取消了重启的计划。

## 剧情梗概
《齊娜武士公主》背景设定为幻想版本的古希腊（有时暗指希腊的罗马时期），主要在新西兰拍摄。一些拍摄地点是保密的，但许多场景都是在奧克蘭的Waitakere Ranges Regional Park拍摄。
剧中描绘的古希腊主要来自历史地点和风俗习惯，修改了一些已知的地点和事件——战争、贸易路线、城镇等等——以创造一个有吸引力的虚构世界。剧中的定居点被描绘成有围墙的村庄和乡村村落的混合体，坐落在一片茂盛的绿色山区中。她们的旅途中经常被军阀攻击，也会遇到小规模的不法分子。所有主要城镇都以历史悠久的古希腊城镇命名，并展示了它们的一些基本特征 - 安菲波利斯（西娜的出生地），Potidaea（加布里埃尔的出生地），雅典（Joxer的出生地），科林斯，德尔斐和Cirra（Callisto的出生地，被西娜的军队烧毁）。
然而，随着剧情的进展，事件开始发生在更现代的时代和地方，从克娄巴特拉七世的亚历山大港到尤利烏斯·凱撒的罗马。该剧涉及的神话也从奧林匹斯十二主神转变为包含犹太教和基督教元素的神话。也涉及到了东方宗教，但很少考虑到准确的时间和地点问题。其中一集“The Way”，松散地将印度教的元素解释为主要的情节点，引发了争议，制片人被要求在在该集的开头加上免责声明，并在最后解释剧集的意图。
神话和超自然的地点被描绘成同样真实的，现实的地方，经常通过隐藏在湖泊和洞穴等景观中的现实入口进入。这些地点包括至福樂土，塔耳塔罗斯，斯堤克斯，瓦爾哈拉，天國和地獄。这些地方的居民 - 众神，神话生物和力量 - 在很大程度上被描绘为人类角色，他们可以在他们的领域和现实世界之间随意移动。例如，希腊战神阿瑞斯是一个自负的人，穿着镶有饰钉的黑色皮革，爱神阿佛洛狄忒是一个加利福尼亚山谷女孩，她使用典型的山谷女孩俚语，穿着飘逸的半透明粉红色礼服。

## 制作

### 剧集安排

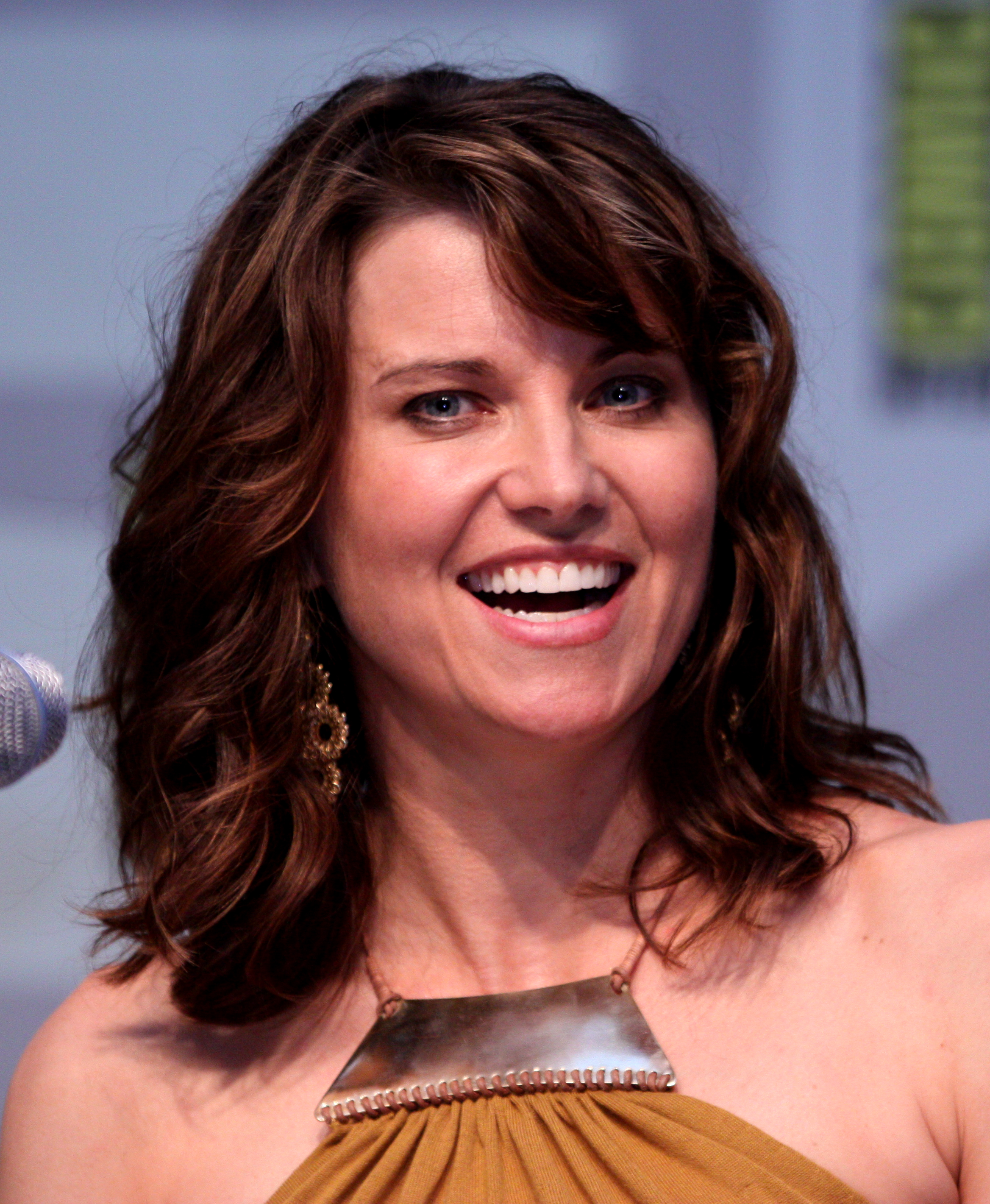
露西·勞倫斯在2010年圣迭戈国际漫画展上

《西娜》是一部主要背景设置在古希腊的歷史奇幻电视剧，在时间和地点的设置很灵活，偶尔也有古埃及，印度，中国, 中亚和中世纪元素。该剧灵活的幻想框架适应了大量的戏剧风格，从通俗剧到闹剧喜剧，从异想剧和音乐剧到全面的動作片和冒险片。虽然剧集设定为古代，但它的主题基本上是现代的，它探讨了对过去的错误承担责任，人类生活的价值，个人自由和牺牲以及友谊等主题。该剧经常涉及道德困境，例如和平主義的道德；然而，故事情节很少寻求提供明确的解决方案。
《西娜》自由地从世界各地的各种神话迷思中借用名字和主题，主要是希腊神话，把不可能出现于同一时代的事物安排在一起，以适应故事情节的需要。来自许多不同历史时代和神话的历史人物和事件多次出现，主要人物往往被认为可以解决重要的历史情境。这些情节包括加布里埃尔在荷马出名之前与他相遇并鼓励他讲故事，特洛伊战争以及西娜作为海盗领袖捕获凯撒。
相互竞争的宗教被视为在一个单一主神论的世界中兼容和共存，古希臘宗教与北歐宗教，印度宗教，“爱之神”和其他神并肩生存。每一个神，或每一组神，控制着世界的不同部分，并且（在剧中）只有当人们相信它的时候才能生存。在第四和第五季中，希腊人民在大约25年的时间里逐渐将信仰从希腊诸神转移到“爱之神”，随着他们力量的减弱，希腊诸神几乎全部在一场高潮的战斗中被杀死。
这种时间线的奇特组合以及历史和神话元素的融合使得该剧在1990年代和2000年代初期获得大批粉丝的崇拜。是最早一批吸引来自世界各地的粉丝利用互联网讨论和建议与该剧相关的内容的电视剧。《西娜》粉丝组织至今仍然活跃。

### 选角

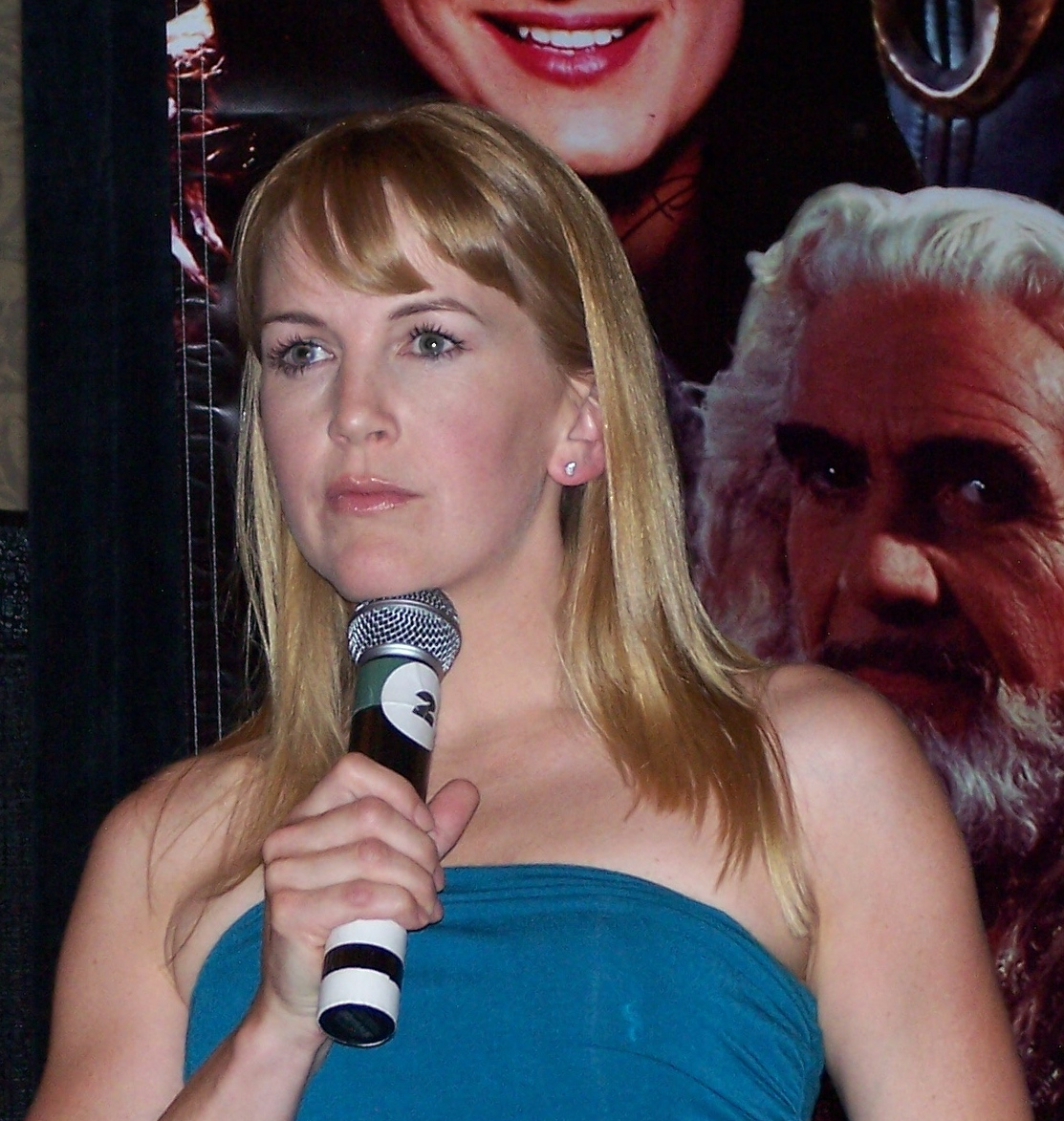
Renee O'Connor在2007年西娜聚会上

露西·勞倫斯饰演西娜，蕾妮·奥康纳饰演加布里埃尔。西娜的第一选择是英国女演员Vanessa Angel，但因病未能演出，并且在相对不知名的勞倫斯之前，剧组还找过其他四位女演员。一开始Sunny Doench被定为饰演加布里埃尔，但她不想离开她在美国的男朋友，所以选择了《赫拉克勒斯》的另一个角色。
该剧包含各种各样的重复角色，其中许多都是由新西兰演员饰演的。Ted Raimi饰演Joxer，第二季开始成为核心成员。演员凯文·史密斯饰演战神阿瑞斯，Alexandra Tydings饰演他的对手爱神阿佛洛狄忒。馬頓·索柯斯饰演了Borias和Krafstar。其他一些重要演员包括卡爾·厄本，饰演了邱比特和尤利烏斯·凱撒；Hudson Leick饰演西娜的克星Callisto（在其中一集“Intimate Stranger”中饰演转换身体后的西娜），Claire Stansfield饰演邪恶的萨满人Alti。还有一些值得信赖的朋友角色 – Jennifer Sky饰演Amarice，Danielle Cormack饰演亚马逊摄政王Ephiny，布魯斯·坎貝爾饰演盗贼之王奥托里库斯，Robert Trebor饰演狡猾的商人萨尔摩纽斯，William Gregory Lee饰演战士诗人维吉尔，提摩西·歐蒙德森饰演精神治疗者Eli。

## 角色
| 角色          | 演员                | 季   | 季   | 季   | 季   | 季   | 季   |      |
| 角色          | 演员                | 1    | 2    | 3    | 4    | 5    | 6    |      |
| ------------- | ------------------- | ---- | ---- | ---- | ---- | ---- | ---- | ---- |
| 西娜          | 露西·勞倫斯         | 主演 | 主演 | 主演 | 主演 | 主演 | 主演 |      |
| 加布里埃尔    | 蕾妮·奥康纳         | 主演 | 主演 | 主演 | 主演 | 主演 | 主演 |      |
| Joxer         | Ted Raimi           | 客串 | 常設 | 常設 | 常設 | 常設 | 客串 |      |
| 阿瑞斯        | 凯文·史密斯         | 常设 | 常设 | 常设 | 客串 | 常设 | 常设 |      |
| Callisto      | Hudson Leick        | 客串 | 常设 | 常设 | 客串 | 客串 |      |      |
| 尤利烏斯·凱撒 | 卡爾·厄本           |      | 客串 | 常设 | 常设 |      | 客串 | 客串 |
| Eve           | Adrienne Wilkinson  |      |      |      |      | 常设 | 常设 |      |
| 阿佛洛狄忒    | Alexandra Tydings   |      | 客串 | 常设 | 客串 | 常设 | 常设 |      |
| Borias        | 馬頓·索柯斯         |      |      | 常设 | 常设 |      | 客串 |      |
| Ephiny        | Danielle Cormack    | 常设 | 常设 | 常设 | 客串 |      | 客串 |      |
| 奥托里库斯    | 布魯斯·坎貝爾       | 客串 | 常设 | 常设 | 常设 |      |      |      |
| Eli           | 提摩西·歐蒙德森     |      |      |      | 常设 | 常设 |      |      |
| Alti          | Claire Stansfield   |      |      |      | 常设 | 常设 | 常设 |      |
| Amarice       | Jennifer Sky        |      |      |      | 常设 | 常设 |      |      |
| 维吉尔        | William Gregory Lee |      |      |      |      | 常设 | 常设 |      |
| Varia         | Tsianina Joelson    |      |      |      |      |      | 常设 |      |

### 主要角色
剧情主要围绕着西娜和她的旅伴加布里埃尔的经历展开。西娜正在寻求通过使用她强大的战斗技巧来帮助人们以挽回自己的黑暗过去。在《赫拉克勒斯》中西娜前两次出现时是一个反派和一个强大的军阀，但在她的第三次出场时她加入赫拉克勒斯的队伍打败了军阀Darphus。在她自己的剧集中，西娜几乎每集都在执行不同的任务，总是努力做正确的事情，为她所说的“更大的善”而奋斗。西娜的标志性武器是一把環刃，有时也用剑。西娜也必须与自己的过去作斗争；她从来没有原谅自己的罪行，经常不得不抵制回到邪恶道路的诱惑，但她总是在加布里埃尔的帮助下抵抗成功。加布里埃尔是西娜最好的朋友，也是她最大的盟友。她在第一集出场时被介绍为西娜的粉丝，但很快就成为一个值得注意的角色。随着剧情的进展，加布里埃尔经历了服装和风格的重大变化，从一个简单的农场女孩变成一个有才华的吟游诗人，最终变成了一个强大的战士。她成为亚马逊部落的一员，向西娜学习如何战斗。在第一季中，西娜和加布里埃尔遇到了Joxer，他自称“Joxer the Magnificent”，后来改为“Joxer the Mighty”。Joxer的目标是为正义而战，但不幸的是，由于他没有相应的技能而成为该剧的主要搞笑对象。

### 其他
在第一季中，西娜和加布里埃尔遇到了两个最大的敌人：向西娜复仇的女战士Callisto（Hudson Leick）和希腊战神阿瑞斯（凯文·史密斯）。Callisto是西娜的主要敌人，也是整剧六季中的主要对手。当Callisto还是个孩子时，西娜杀死了她的家人，并几乎焚毁她的家乡Cirra，这给她带来很大心理創傷并最终陷入疯狂，开始痴迷于報復西娜。她对西娜和她的同伴表现出一种奇怪的施虐、欢乐和尖叫的残忍。当西娜试图从赫拉手中解放普罗米修斯时，赫拉克勒斯本人再次与Iolaus一起出现 - Iolaus对加布里埃尔产生了兴趣。
阿瑞斯 - 温和，迷人，机智，但往往无情和不道德，特别是在前几季，阿瑞斯拥有战争的诱人力量和黑暗的一面。他一再试图诱使西娜远离她对救赎的追求，并试图赢得她成为他的战士女王。他向西娜提供庞大的军队和历史性的胜利，巨大的财富和强大的权力，并在后几季里向西娜求爱，尽管有时被诱惑，但西娜一直选择拒绝。他与西娜的大部分关系仍然模糊不清，包括他是否至少部分地被他对西娜的爱所救赎，他是否事实上是她的父亲，以及西娜在多大程度上回应了他的感情。他多次说他对西娜“has a thing”，并且他在性和浪漫中追求她。这似乎阻止了他杀死西娜，即使是在致命的战斗中与她对抗。
剧里西娜其他主要敌人是凱撒和萨满女巫Alti。凯撒首次亮相是第二季的“Destiny”集。他被描绘为一个傲慢的年轻罗马贵族，以至于当他被西娜及其海盗捕获时，他并不害怕。当受到西娜的威胁时，他告诉她：“我知道我命中注定要做什么。”他假装让西娜引诱他，而实际上她才是被引诱的人。这最终导致她被捕并被凯撒命令绑在十字架上，让他的手下打断她的腿 - 这是一段非常痛苦的记忆，在剧中经常被重现。凯撒的背叛使西娜愤怒，并且是她从海盗转变为军阀的催化剂。
Alti是来自西伯利亚北部亚马逊部落的一个邪恶的萨满女巫，由于她对权力的渴望而被赶出部落。她是西娜在黑暗时期遇到的最有影响力的人之一，拥有丰富的精神力量，包括可以前往精神领域。Alti可能因其标志性的凝视而闻名，这会引起目标生命的痛苦。当她盯着西娜看的时候，西娜常常感到腿被打断的疼痛，背部被折断的疼痛以及来自她最坏敌人的残暴攻击。随着Alti在剧中能力不断强大，她也可以让人因为看到未来的痛苦生活而更加受折磨。这种能力在第四季早期适得其反，当时她向西娜展现了她的未来，她和加布里埃被钉在Amarro山上十字架的幻象。西娜因而意识到她以为已死的加布里埃尔其实还活着，这让她有能力击败Alti。
剧中也出现了西娜和加布里埃尔的家庭成员，但最引人注目的是她们的孩子。西娜将自己的第一个孩子Solan交由一群半人马抚养，孩子的父亲Borias在与西娜雇佣的战士的战斗中丧生。Solan从未知道西娜是他的母亲，但是很长一段时间都知道西娜这个人。在帮助西娜和布狄卡保卫不列颠尼亚对抗凯撒的同时，加布里埃尔开始接触邪恶的邪教组织，诱使她杀死其中一名女祭司Meridian。黑暗之神Dahak利用加布里埃尔让她怀上孩子，西娜救了她。在接下来的几天里，孩子在加布里埃尔体内长大，她最终（并且相当戏剧性地）生了一个女孩，命名为Hope（希望）。尽管Hope是一个邪恶神灵的种子，加布里埃尔还是告诉西娜Hope也是她的一部分，并且Hope也是好的。作为Dahak的女儿，Hope很快发展出超自然的能力，并在出生后数小时内杀人，向西娜证明没有机会救她。Hope成长极快，在她的母亲把她放到河里漂流后几个月，她似乎长到9岁。尽管加布里埃尔希望她“好”，但Hope杀死了西娜的儿子Solan，于是加布里埃尔毒死她。
在第四季最后一集“The Ides of March”中，西娜和加布里埃尔被罗马人钉死在十字架上，同时凯撒被布鲁图斯背叛和杀害。她们后来被一位名叫Eli的神秘主义者带着Callisto的精神帮助复活，Callisto当时已成为一名天使；Callisto还制定了一项计划让西娜在复活后怀上一个女儿，这个孩子被命运女神预言要带来奥林匹斯众神的黄昏；这个女孩被命名为Eve。为了逃避众神的迫害，西娜和加布里埃尔伪造了她们的死亡，但是她们的计划出错，阿瑞斯将她们埋在一个冰洞中，在洞中她们待了25年；在那段时间里，Eve被罗马贵族奥古斯都收养，成长为罗马的拥护者和一个无情的人Livia，经常迫害Eli的追随者。回归后，西娜让Livia悔改，Livia改回Eve这个名字，成为Eli的使者。在Eve洗禮后，西娜获得了弑神的能力，只要她的女儿活着。在最后的对峙中，当西娜杀死奥林匹斯山上的大多数神灵以拯救她的女儿时，众神的黄昏成为现实，并且当阿瑞斯放弃了他的不朽以治愈受伤严重的垂死的Eve和加布里埃尔时，她自己也得救了。

## 反响

### 奖项
| 年份 | 奖项                  | 分类                      | 提名的艺术家/作品                                                     | 结果 |
| ---- | --------------------- | ------------------------- | --------------------------------------------------------------------- | ---- |
| 1997 | ASCAP电影和电视音乐奖 | Most Performed Underscore | Joseph LoDuca                                                         | 獲獎 |
| 1997 | 黃金時段艾美獎        | 最佳电视剧编曲            | Joseph LoDuca ("Destiny")                                             | 提名 |
| 1997 | 土星獎                | 电视类最佳女演员          | 露西·勞倫斯                                                           | 提名 |
| 1998 | ASCAP电影与电视音乐奖 | Most Performed Underscore | Joseph LoDuca                                                         | 獲獎 |
| 1998 | 新西兰电影和电视奖    | 最佳贡献设计              | Ngila Dickson（服装设计）                                             | 獲獎 |
| 1998 | 黃金時段艾美獎        | 最佳原创音乐和歌词        | "The Love of Your Love" – Joseph LoDuca（作词/作曲者）                | 提名 |
| 1998 | 黃金時段艾美獎        | 最佳原创音乐和歌词        | "Hearts Are Hurting" – Joseph LoDuca（作曲）， Dennis Spiegel（作词） | 提名 |
| 1999 | ASCAP电影与电视音乐奖 | Most Performed Underscore | Joseph LoDuca                                                         | 獲獎 |
| 1999 | 黃金時段艾美獎        | 最佳电视剧编曲            | Joseph LoDuca ("Devi")                                                | 提名 |
| 2000 | ASCAP电影与电视音乐奖 | Most Performed Underscore | Joseph LoDuca                                                         | 獲獎 |
| 2000 | 黃金時段艾美獎        | 最佳电视剧编曲            | Joseph LoDuca ("Fallen Angel")                                        | 獲獎 |
| 2001 | ASCAP电影与电视音乐奖 | Most Performed Underscore | Joseph LoDuca                                                         | 獲獎 |
| 2001 | 黃金時段艾美獎        | 最佳电视剧编曲            | Joseph LoDuca ("The Rheingold")                                       | 提名 |
| 2002 | 黃金時段艾美獎        | 最佳电视剧编曲            | Joseph LoDuca ("A Friend in Need, Part II")                           | 提名 |

### 美国收视
| 季 | 季        | 美国最高收视 | 电视网   | 排名 |
| -- | --------- | ------------ | -------- | ---- |
| 1  | 1995–1996 | 610万        | 廣播聯賣 | #12  |
| 2  | 1996–1997 | 780万        | 廣播聯賣 | #7   |
| 3  | 1997–1998 | 660万        | 廣播聯賣 | #9   |
| 4  | 1998–1999 | 490万        | 廣播聯賣 | #13  |
| 5  | 1999–2000 | 410万        | 廣播聯賣 | #2   |
| 6  | 2000–2001 | 390万        | 廣播聯賣 | #2   |

### 对女同性恋社区的影响

西娜与加布里埃尔在第二季“The Quest”集中的吻

《西娜》在女同性恋群体中享有特殊的崇拜地位。一些女同性恋粉丝会把西娜和加布里埃尔看作一对伴侣，并把她们作为榜样和女同性恋偶像。一个名为“The Marching Xenas”的团体参加了许多同性恋骄傲游行。在试图暗中瞄准女同性恋顾客时利用了西娜的人气：一则广告中有一辆车的车牌是“XenaLvr”（XenaLover）。
观众中非常感兴趣和争论的主题是西娜和加布里埃尔是否是恋人的问题。这些问题被编剧故意模糊不清。关于西娜和加布里埃尔之间浪漫关系的笑话，暗示和其他微妙证据被粉丝称为“女同性恋潜台词”或简称为“潜台词”。 西娜/加布里埃尔关系真实性质的问题引起了粉丝关于“配对”的激烈争论，由于关于同性戀和LGBT权利的现实辩论的影响，这种争论变得特别热烈。
许多粉丝认为，2003年露西·勞倫斯在女同志新闻杂志的采访中巩固了西娜和加布里埃尔的性关系。勞倫斯表示，在结局时，加布里埃尔用一个嘴对嘴喂水的吻来复活西娜，拍摄看起来像一个完整的吻，她开始相信西娜和加布里埃尔的关系‘绝对是同性恋’。”“总有这样一句话，‘好吧，她可能是，也可能不是’，但当最后一幕中，他们的嘴唇间流淌着水滴时，这句话让我更加坚定了。现在，不仅仅是因为西娜是双性恋，有点喜欢她的女朋友，有时他们也会被愚弄，那就是‘不，她们结婚了，伙计’。”
《西娜》粉丝也推广了Altfic这个术语（来自“alternative fiction另类小说”），指的是同性恋浪漫的同人小說。

### Uber 和 Uberfic
Uberfic是一种同人小說类型，其中角色生活在另一个宇宙中。角色和事件对于原作是真实的，但通常在不同的时间段内，通常作为原作人物的祖先，后代或者轉世。该术语起源于西娜粉丝。Uber情节在该剧中多次出现，从第二季的剧集“The Xena Scrolls”开始，其中西娜，加布里埃尔和Joxer的后代于1940年在考古挖掘中相遇并无意中将阿瑞斯从他的坟墓中释放出来。

## 取消重启
2015年7月20日，据报道，NBC正在开发一个西娜重启系列，Raimi和Tapert将作为执行制片人回归，并在2016年的某个时候首播。内部人士还要求勞倫斯重返该剧饰演西娜，并参与该剧制作。一天后，劳伦斯发推文说重启是谣言。2015年8月13日，NBC娱乐董事长Bob Greenblatt证实重启剧正在开发中。娱乐周刊宣布，Javier Grillo-Marxuach将担任重启剧的编剧兼制作人。
在Grillo-Marxuach在Tumblr上发表的一篇文章中表明，他们将“全面探索一种关系，这种关系只能在20世纪90年代的电视中微妙地表现出来，”其中有几个网站，如《卫报》和《新闻周刊》将其视为“西娜将成为一名出色而自豪的女同性恋者。” 这些文章让粉丝们对西娜双性恋的明显抹去感到沮丧，但是Grillo Marxuach回答说：“从几句话中，我感觉就像每个人都已经决定了我在做什么。我希望人们对这个故事感到惊讶。”2017年4月，Grillo-Marxuach宣布他因为“难以克服的创作性差异”而离开了该项目。
2017年8月21日，NBC宣布取消了重启计划。NBC娱乐董事长Jennifer Salke说：“我永远不会说‘绝不’，因为这个剧如此受人欢迎，但现在这个项目是死了。”